# Alainites kars
Alainites kars is een haft uit de familie Baetidae. De wetenschappelijke naam van de soort is voor het eerst geldig gepubliceerd in 1989 door Thomas & Kazanci.
De soort komt voor in het Palearctisch gebied.